# Юшков, Сергей Геннадьевич
Сергей Геннадьевич Юшков — начальник разведки отряда специального назначения «Русь» Внутренних войск Министерства Внутренних Дел (МВД) России, Герой Российской Федерации, майор (на момент присвоения звания Героя РФ).

## Биография
Родился 22 сентября 1962 года в городе Павлограде Днепропетровской области Украины. Окончил среднюю школу.
В Вооружённых Силах СССР с 1979 года. В 1984 году окончил Киевское высшее инженерное радиотехническое училище противовоздушной обороны (4 факультет). С 1984 года проходил службу в частях радиотехнической разведки в Южной группе войск (Венгрия), с 1989 года — в Туркестанском военном округе.
Во Внутренних войсках МВД России с 1994 года. Назначен на должность начальника разведки в только что сформированный отряд специального назначения «Русь». Участник первой и второй чеченских войн.
В ходе выполнения боевой задачи по освобождению от чеченских бандформирований горы Чабан, разведчики под командованием майора С. Юшкова выполнили все поставленные задачи, не допустив при этом потерь в своём подразделении, а также обеспечили выполнение боевой задачи бойцами 22 ОБрОН, сумели эвакуировать раненых и погибших бойцов этого подразделения. Взятие и удержание под контролем горы Чабан стало разгромом чеченских бандформирований на территории Дагестана и вынудило их уйти в Чеченскую республику.
Указом Президента Российской Федерации № 305 от 4 февраля 2000 года за мужество и героизм, проявленные в ходе контртеррористической операции на Северном Кавказе, майору Юшкову С. Г. присвоено звание Героя Российской Федерации.
С 2000 по 2007 годы служил в Главном штабе Внутренних войск. Окончил Академию управления МВД России. С 2007 года — в запасе. Воинское звание — полковник.
В настоящее время живёт в Москве. Работает в ассоциации ветеранов спецподразделений правоохранительных органов «Русь».